# Antalaha (stad)
Antalaha is een stad in Madagaskar, gelegen in de regio Sava. De stad telt 32.496 inwoners (2005).

## Geschiedenis
Tot 1 oktober 2009 lag Antalaha in de provincie Antsiranana. Deze werd echter opgeheven en vervangen door de regio Sava. Tijdens deze wijziging werden alle autonome provincies opgeheven en vervangen door de in totaal 22 regio's van Madagaskar.

## Infrastructuur
De stad heeft een eigen haven. Naast het basisonderwijs biedt de stad zowel middelbaar als hoger onderwijs aan. Antalaha beschikt tevens over een eigen ziekenhuis. 

## Economie
Landbouw biedt werkgelegenheid aan 40% van de beroepsbevolking. Het belangrijkste gewas in Antalaha is vanille, terwijl andere belangrijke producten kruidnagel en rijst betreffen. In de industriële en dienstensector werkt respectievelijk 30% en 29,98% van de bevolking. Daarnaast werkt 10,02% van de bevolking in de visserij.